# Nikolaï Laveretski
Nikolaï Akimovitch Laveretski (Николай Акимович Лаверецкий), né le 13 février 1837 à Moscou et mort le 23 octobre 1907, est un sculpteur russe. Il enseigna à l'académie des beaux-arts de 1870 à 1894. Son père est le sculpteur Akim Pamphilovitch Laveretski (1805-1888) et son frère aîné, le sculpteur Ivan Akimovitch Laveretski (1840-1911). 

## Biographie
Il a étudié à l'école de dessin de Saint-Pétersbourg  de la Société impériale pour l'encouragement des arts, puis à l'Académie impériale des arts, sous la houlette de Nikolay Pimenov. Pour un buste façonné d'après nature de Victor Youzefovitch (1853), il reçoit une petite médaille d'argent, pour le bas-relief Achille traînant le corps d'Hector (1857), une grande médaille d'argent. Il reçoit une petite médaille d'or pour le bas-relief Cincinnatus reçoit les ambassadeurs de Rome, lui annonçant son élection à la dictature (1859); pour le bas-relief Regulus revient de Rome à Carthage (1860), il reçoit une grande médaille d'or et le titre d'artiste de 1re classe.
Il reçoit une bourse de l'académie pour un voyage d'études en Europe en 1863: il demeure longtemps en Italie d'où il envoie en 1868 le groupe sculpté Un petit garçon et une petite fille nourrissant un oiseau, ce qui lui permet de recevoir le titre d'académicien. Grâce à d'autres œuvres faites en Italie, comme les statues de marbre Le Petit Napolitain avec un guenon (1878, galerie Tretiakov), La Baigneuse, il est nommé professeur. 
Il est enterré au cimetière orthodoxe de ND de Smolensk à Saint-Pétersbourg,.

## Quelques œuvres
- La Russie (1896), en fonte (technique de la feuille de Kasli)[3]
- Méphistophélès (1881),
- La Timidité (1881),
- Rhodope,
- Monument de Glinka à Smolensk,
- Monument de Catherine II à Simféropol,
- Plusieurs bustes dont celui du grand-duc Vladimir Alexandrovitch, celui d'Alexandre II[4].

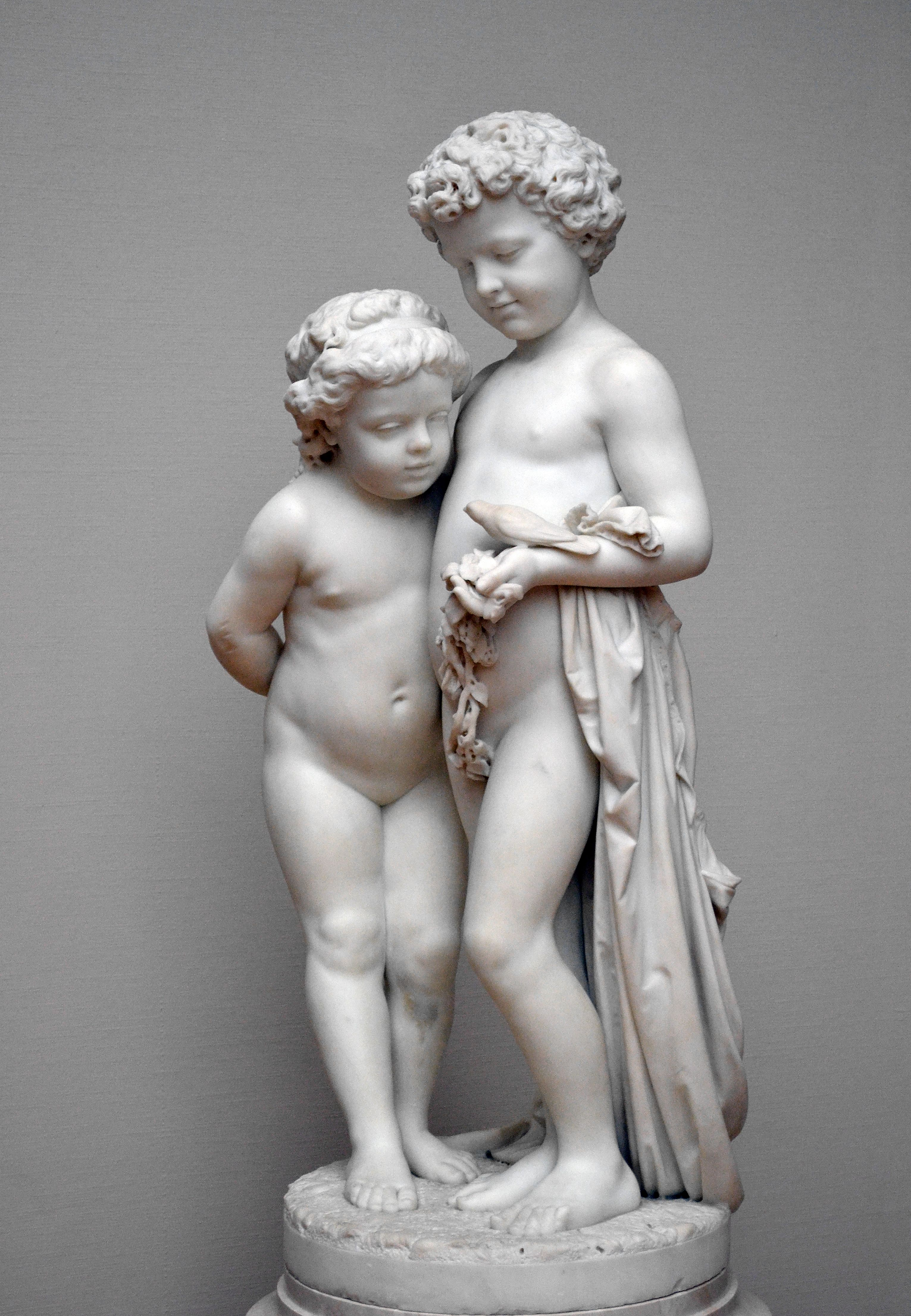
Garçon et fille nourrissant un oiseau (1868), marbre [5].
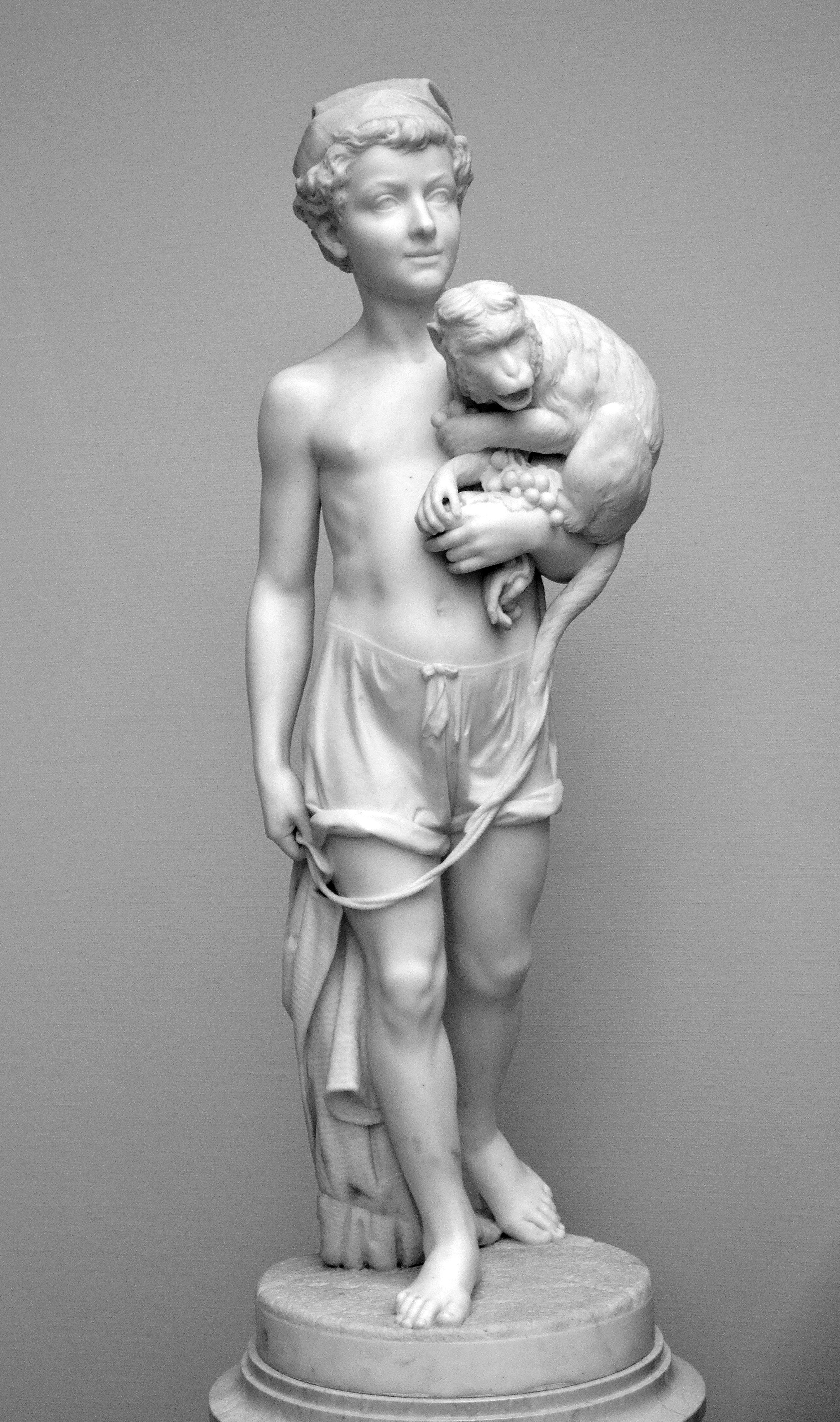
Le Petit Napolitain avec une guenon (1870), marbre[5].
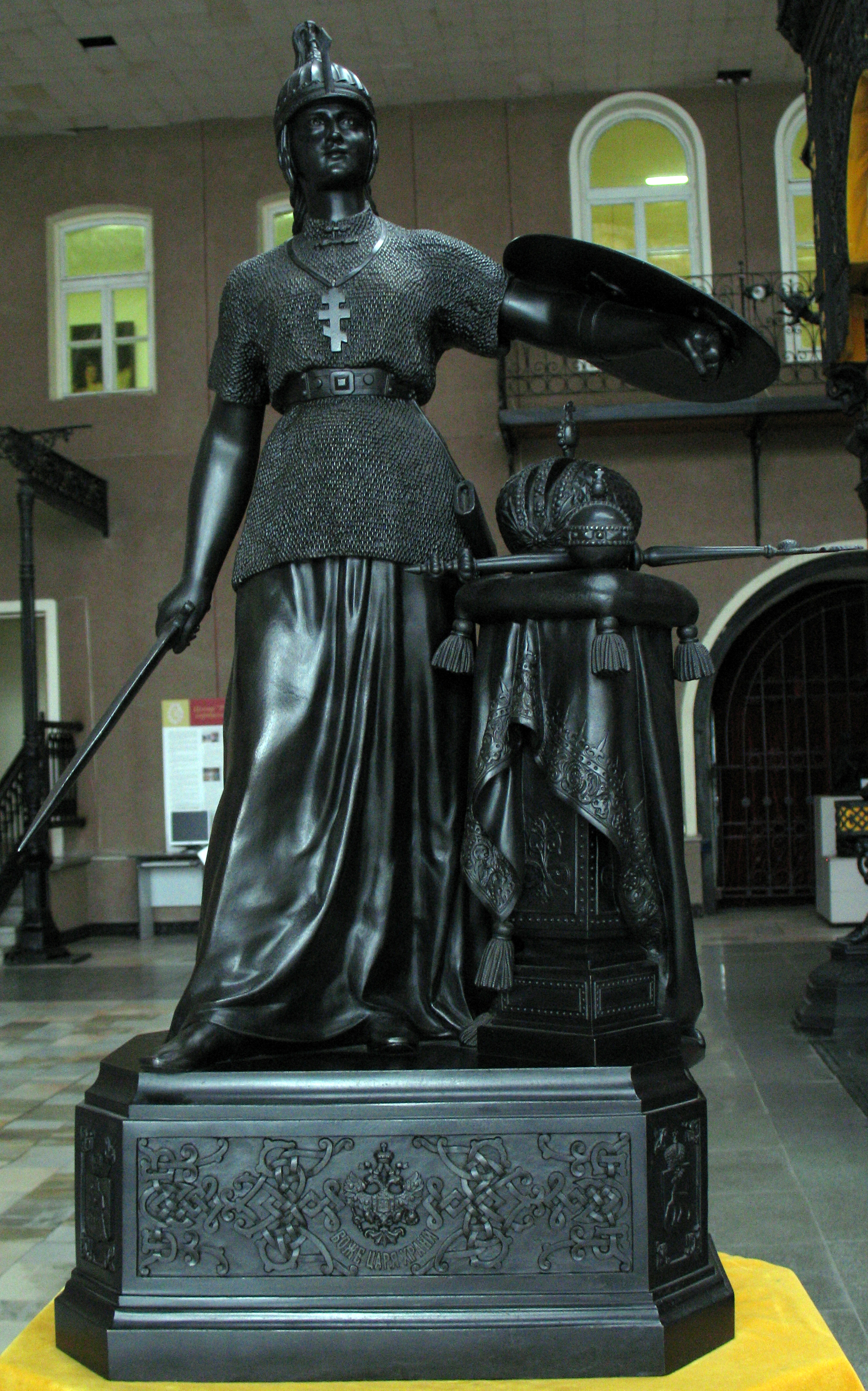
Sculpture: La Russie (1896)
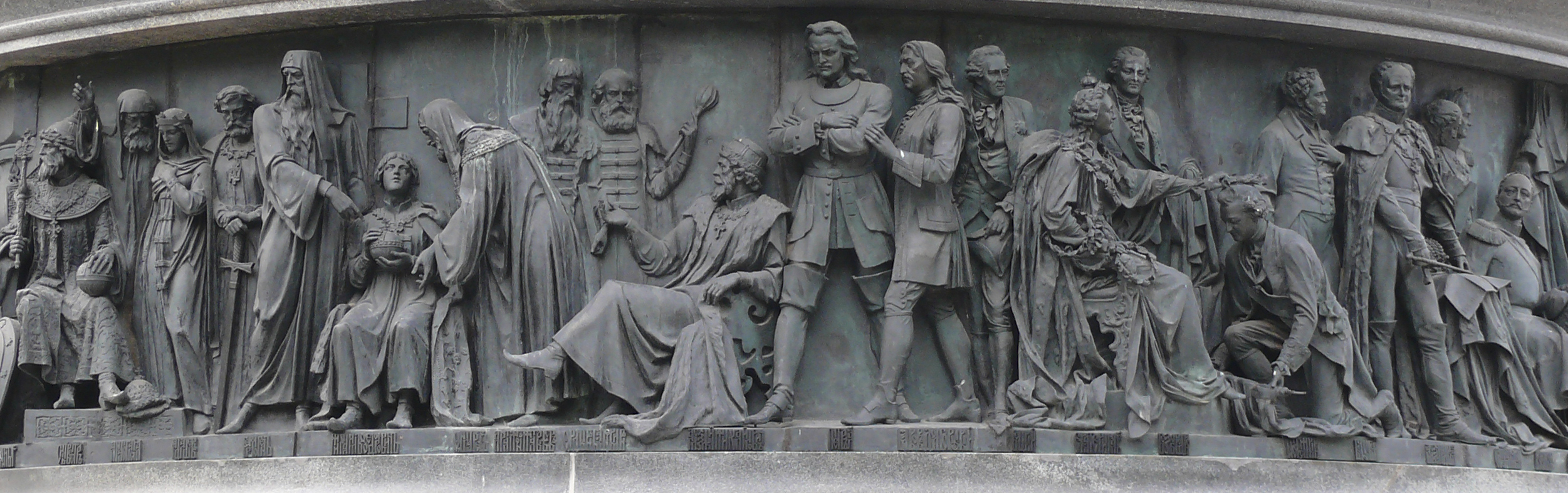
Groupe sculpté Hommes d'État, monument du Millénaire de la Russie.